# Kazjaryna Wjarbizkaja
Kazjaryna Sjarhejeuna Wjarbizkaja (belarussisch Кацярына Сяргееўна Вярбіцкая, russisch Екатерина Сергеевна Вербицкая Jekaterina Sergejewna Werbizkaja, englische Transkription: Kateryna Verbitskaya; * 19. September 1994 in Minsk) ist eine belarussische Billardspielerin, die in der Billardvariante Russisches Billard antritt.
Sie wurde 2014 Belarussische Meisterin in der Disziplin Freie Pyramide.

## Karriere
Wjarbizkaja begann im Alter von 16 Jahren mit dem Billardspielen. Ihre ersten Erfolge erzielte sie 2012, als sie bei der belarussischen Jugendmeisterschaft die Bronzemedaille gewann, wodurch sie an der Jugendeuropameisterschaft teilnehmen konnte, bei der sie jedoch sieglos ausschied. Im selben Jahr spielte sie auch erstmals bei der Belarussischen Meisterschaft der Erwachsenen und bei einem internationalen Turnier in Russland mit, schied dort aber jeweils in der Vorrunde aus.
Nachdem sie bei der belarussischen Meisterschaft 2013 ins Viertelfinale gelangt war, wurde Wjarbizkaja 2014 durch einen 4:1-Finalsieg gegen Darja Jussipez erstmals nationale Meisterin. Auch auf internationaler Ebene verbesserte sie in dieser Zeit ihre Ergebnisse, als sie etwa beim Kremlin Cup zweimal in die Runde der letzten 32 kam, bei den Prince Open das Achtelfinale und bei den Minsk Open das Viertelfinale erreichte. Durch den Gewinn der belarussischen Meisterschaft qualifizierte sie sich 2014 erstmals für die Europameisterschaft in Minsk und die Weltmeisterschaft in Chanty-Mansijsk, bei denen sie aber jeweils sieglos in der Vorrunde ausschied.
Im April 2015 erzielte Wjarbizkaja bei den Prince Open ihr bislang bestes Ergebnis im Weltcup, als sie unter anderem durch Siege gegen Ljubow Dolgaja und Rekordweltmeisterin Diana Mironowa das Viertelfinale erreichte, in dem sie ihrer Landsfrau Aljaksandra Hisels mit 0:4 unterlag. Nachdem sie bei der nationalen Meisterschaft die Bronzemedaille gewonnen hatte und bei der EM erneut sieglos geblieben war, besiegte sie bei der WM 2015 Tetjana Melichowa und erreichte das Achtelfinale, in dem sie gegen Olga Milowanowa verlor.
In den folgenden beiden Jahren spielte Wjarbizkaja keine Turniere außerhalb von Belarus mehr. Ihr bestes Ergebnis während dieser Zeit war das Erreichen des Halbfinales bei der nationalen Meisterschaft 2016. 2018 folgte ihre Rückkehr auf die internationale Ebene, als sie beim Baltic Women Cup in Vilnius und beim Croatia Summer Cup in Baška Voda den fünften Rang belegte.
Anfang 2019 wurde Wjarbizkaja bei der belarussischen Meisterschaft in der Kombinierten Pyramide Vierte. Wenig später zog sie in der Freien Pyramide zum zweiten Mal ins Endspiel ein und verlor mit 1:4 gegen die Rekordmeisterin Kazjaryna Perepetschajewa.

## Erfolge
| Ergebnis   | Jahr   | Turnier                                | Finalgegnerin             | Endstand |
| ---------- | ------ | -------------------------------------- | ------------------------- | -------- |
| Siegerin   | 2014/1 | Belarussische Meisterschaft (Fr. Pyr.) | Darja Jussipez            | 4:1      |
| Finalistin | 2019/1 | Belarussische Meisterschaft (Fr. Pyr.) | Kazjaryna Perepetschajewa | 1:4      |

## Teilnahmen an Weltmeisterschaften
| [ 1 ]                | 2014  | 2015  | 2016  | 2017  | 2018  | 2019  |
| -------------------- | ----- | ----- | ----- | ----- | ----- | ----- |
| Freie Pyramide       | R     | A     | –     | n. a. | –     | –     |
| Dynamische Pyramide  | n. a. | –     | n. a. | n. a. | –     | n. a. |
| Kombinierte Pyramide | n. a. | n. a. | –     | –     | n. a. | –     |

| Legende | Legende                               |
| ------- | ------------------------------------- |
| S       | Siegerin                              |
| F       | Finalistin                            |
| H       | Halbfinalistin                        |
| V       | Viertelfinalistin                     |
| A       | Achtelfinalistin                      |
| LX      | Niederlage in der Runde der letzten X |
| R2      | Niederlage in Runde 2                 |
| R       | Vorrundenaus/Niederlage in Runde 1    |
| –       | nicht teilgenommen                    |
| n. a.   | nicht ausgetragen                     |